# Kehrig
Kehrig település Németországban, Rajna-vidék-Pfalz tartományban. Lakosainak száma 1247 fő (2023. december 31.).

## Népesség
A település népességének változása:
| Lakosok száma | 964  | 1206 | 1210 | 1218 | 1223 | 1247 |
|               | 1975 | 2017 | 2019 | 2021 | 2022 | 2023 |